# Andi Lila
Andi Lila (Kavajë, Comtat de Tirana, Albània, 12 de febrer de 1986) és un futbolista d'Albània. Juga de defensa i el seu equip actual és el PAS Giannina de Grècia.

## Clubs
| Club             | País    | Temporades   |
| ---------------- | ------- | ------------ |
| PAS Giannina     | Grècia  | 2011-        |
| KF Tirana        | Albània | 2008-2010    |
| KS Besa Kavajë   | Albània | 2007-2008    |
| Iraklis FC       | Grècia  | 2006-2007    |
| KS Besa Kavajë   | Albània | 2003-2006    |
| PAS Giannina     | Grècia  | 2011-Present |
| Parma FC (Cedit) | Itàlia  | 2015         |